# Stormyrtjärnen (Överluleå socken, Norrbotten)
Stormyrtjärnen är en sjö i Bodens kommun i Norrbotten och ingår i Luleälvens huvudavrinningsområde.